# Mizeakivska Slobidka, Kalînivka
Mizeakivska Slobidka (în ucraineană Мізяківська Слобідка) este un sat în comuna Mizeakiv din raionul Kalînivka, regiunea Vinnița, Ucraina.

## Demografie
Componența lingvistică a localității Mizeakivska Slobidka
     Ucraineană (99,55%)
     Alte limbi (0,45%)
Conform recensământului din 2001, majoritatea populației localității Mizeakivska Slobidka era vorbitoare de ucraineană (99,55%), existând în minoritate și vorbitori de alte limbi.